# البزار سرخسی
البزار سرخسی (؟ - ۴۹۴ هـ. ق) یکی از دانشمندان بزرگ سرخس و از جمله فقهای بزرگ مسلمان به شمار می‌رود. چنان‌که یاقوت حموی، مؤلف کتاب معجم البلدان می‌گوید: «البزار سرخسی کتابی در فقه دارد که از کتاب الشامل ابن الصباغ بزرگ‌تر است و مردم مرو آن را بر الشامل ترجیح می‌دهند.» البزار در سال ۴۹۴ هـ. ق درگذشته‌است.